# Protodesmoscolex antarcticus
Protodesmoscolex antarcticus är en rundmaskart som beskrevs av Timm 1970. Protodesmoscolex antarcticus ingår i släktet Protodesmoscolex och familjen Desmoscolecidae. Inga underarter finns listade i Catalogue of Life.